# Port de Roses

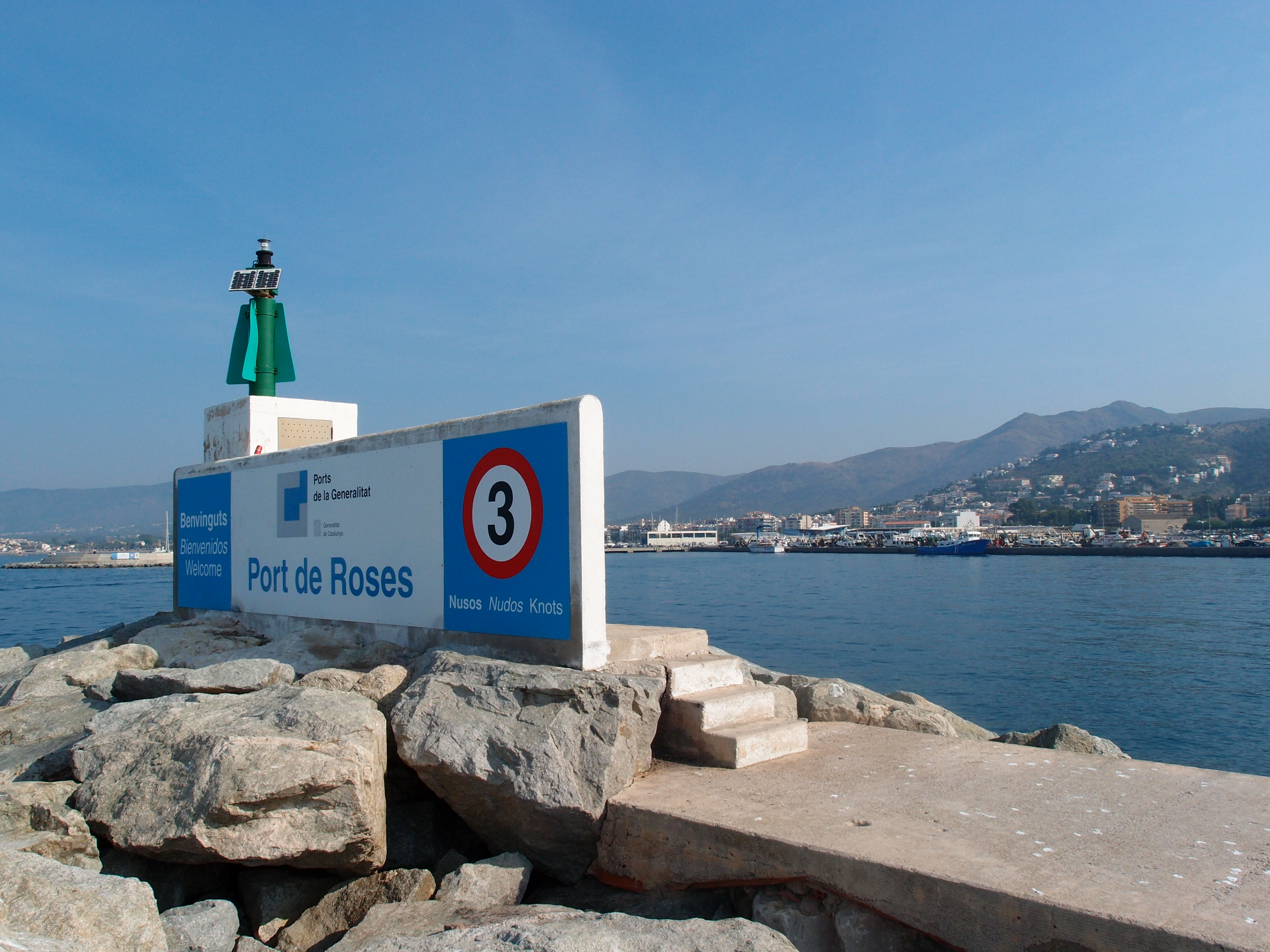
Seeseitige Zufahrt zum Port de Roses

Der Port de Roses gehört zu den drei größten Fischereihäfen Kataloniens, was das Fangvolumen und die Fischfangflotte anbelangt; gleichzeitig beherbergt die Gesamthafenanlage mit dem PORTROSES – unter Nutzung gemeinsamer Zufahrts- und Versorgungswege – den modernsten Sporthafen der Costa Brava. Das Hafenensemble liegt am östlichen Ende der Stadt Roses.

## Geschichte

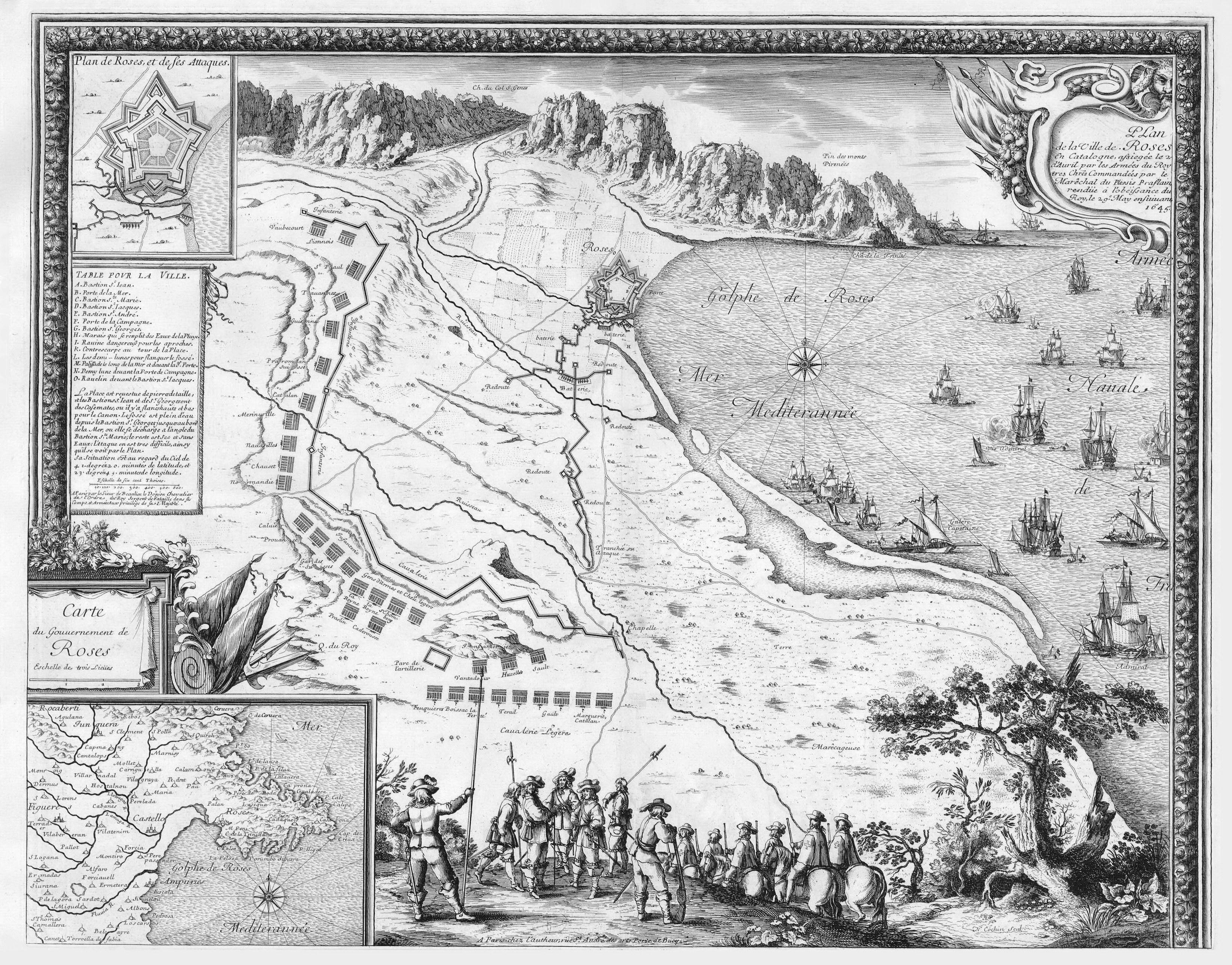
Der Naturhafen im Jahr 1645, Stich nach Sébastien de Beaulieu

Der Naturhafen in der Bucht von Roses wurde von den Römern bereits im Jahr 218 vor Christus erwähnt, als sie zum ersten Male das Festland der Iberischen Halbinsel mit Schiffen anliefen.
Im 13. und 14. Jahrhundert gehörte er zur Grafschaft Empúries; in dieser Zeitepoche wurde die Bucht von Roses einige Male zum Schauplatz von Seeschlachten, insbesondere gegen den Nachbarn Frankreich. 
Der Naturhafen von Roses wurde im 18. und 19. Jahrhundert ein bedeutender Stützpunkt der wichtigen Küstenschifffahrt zwischen Italien, Frankreich und der iberischen Halbinsel.
Im Jahr 1902 wurde erstmals damit begonnen, den bis dahin unbefestigten Naturhafen mit künstlich angelegten Molen auszubauen und zu erweitern; 1930 kamen Ergänzungen und Erweiterungen der Hafenanlage hinzu, die bis in die 1960er Jahre ihre Fortsetzung fanden.
Sein heutiges Erscheinungsbild erhielt der Port de Roses im Jahr 2004, nach Abschluss der umfangreichen Erweiterungs- und Ausbauarbeiten am Sporthafen.

## Fischfang
Die Fischfangflotte arbeitet heute noch mit zirka 40 Booten ausschließlich küstennah. Die Berufsfischer laufen werktags bei Sonnenaufgang aus und kehren gegen 17:00 Uhr mit ihrem Fang in den Hafen von Roses zurück; wenige Minuten später werden die Fische und Meeresfrüchte bereits in der örtlichen Auktionshalle meistbietend auf dem Hafengelände versteigert. In der Nähe des Hafens gibt es auch eine Fischfabrik, die insbesondere Anchovis zu Konserven weiterverarbeitet.

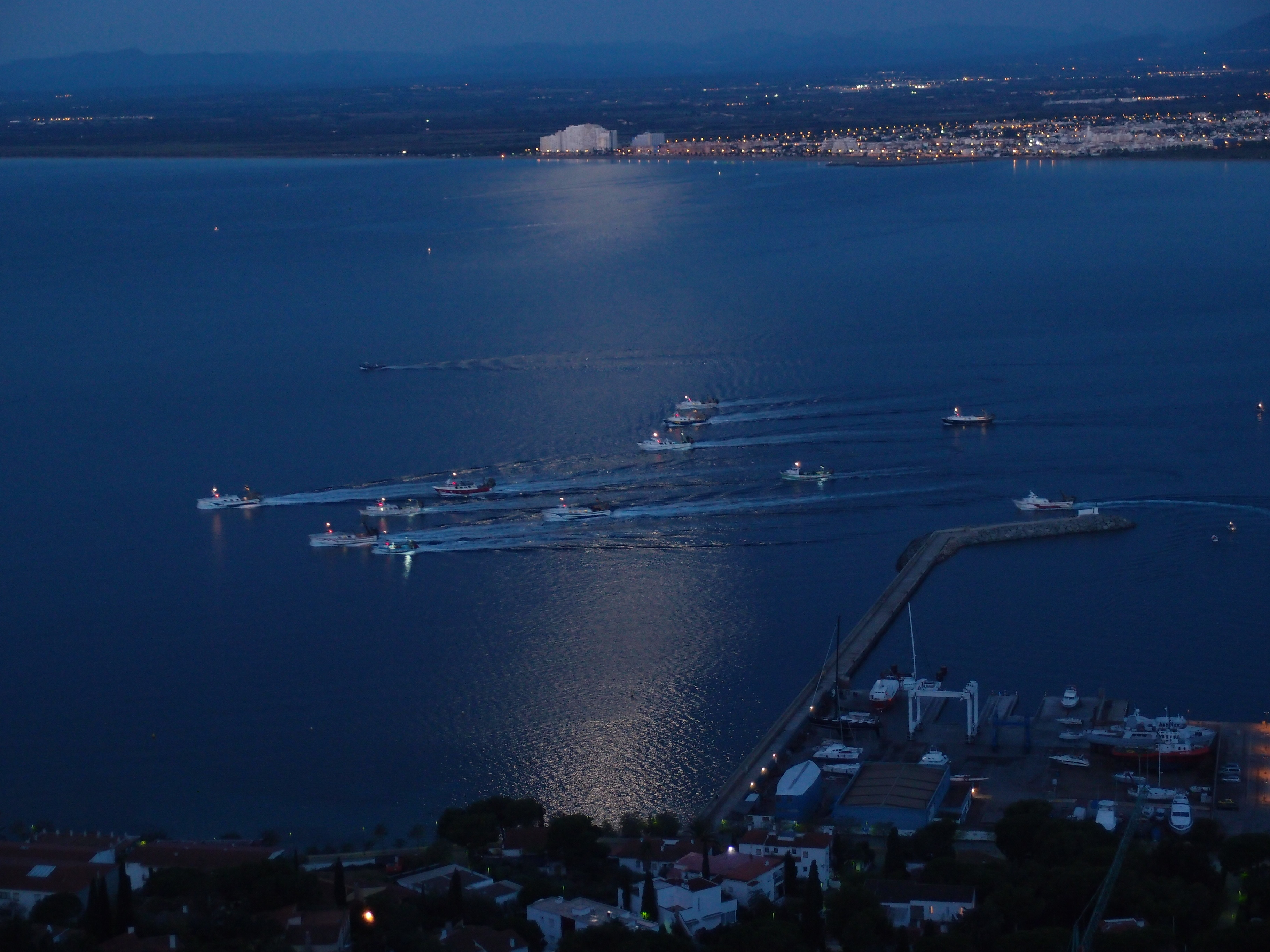
Auslaufen der Fangflotte
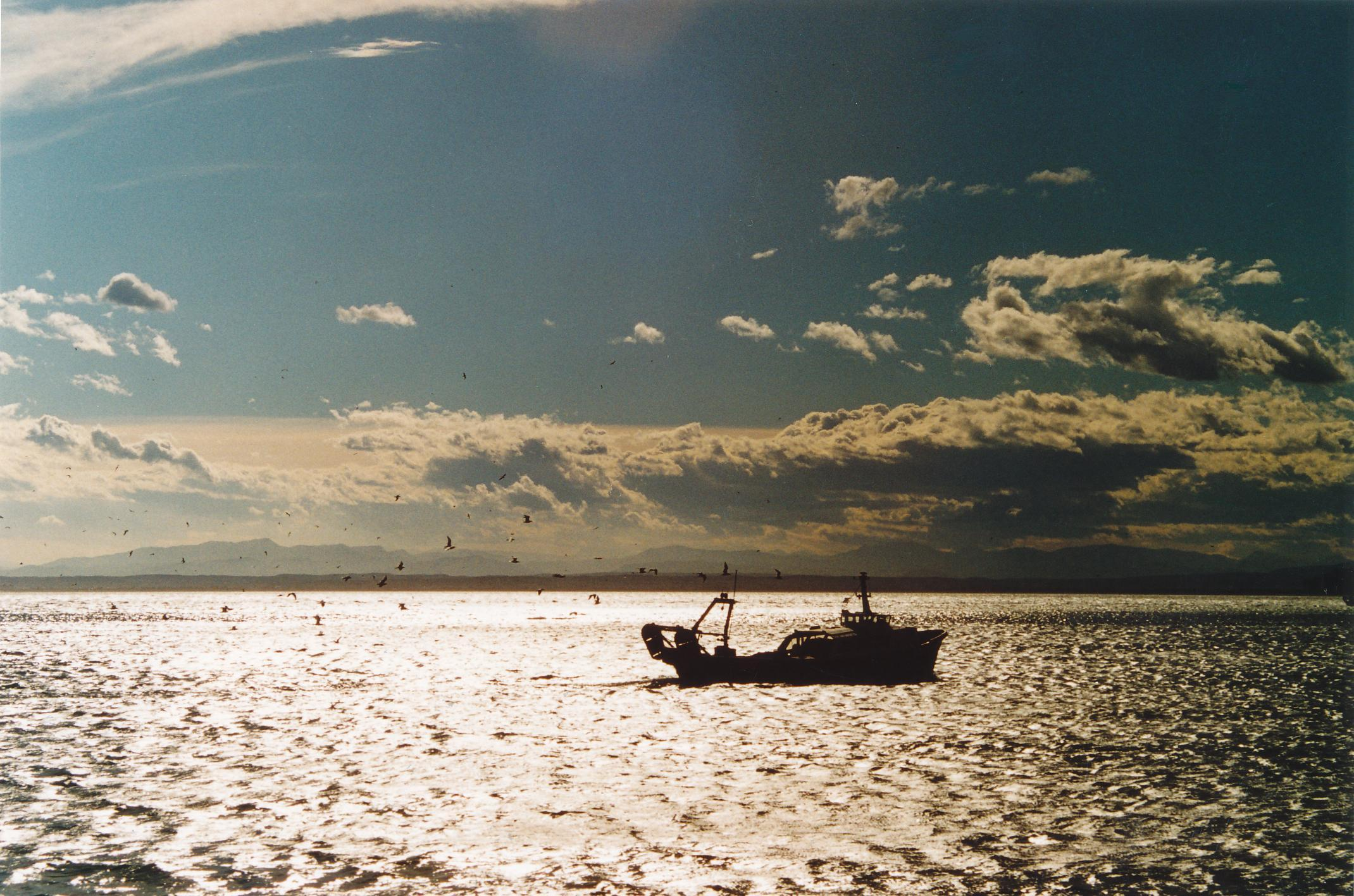
Rückkehr der Fischer
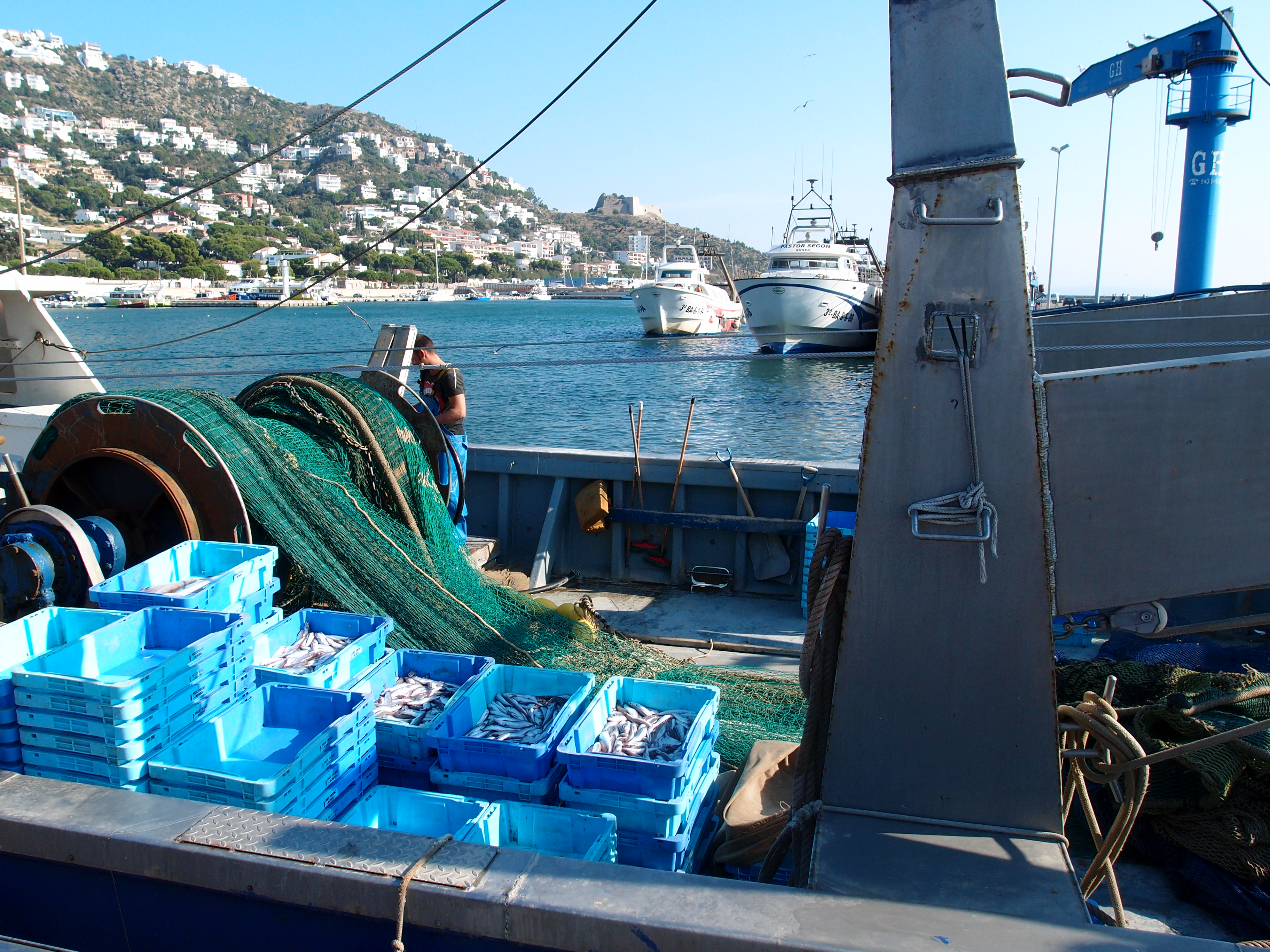
Entladen des Fangs
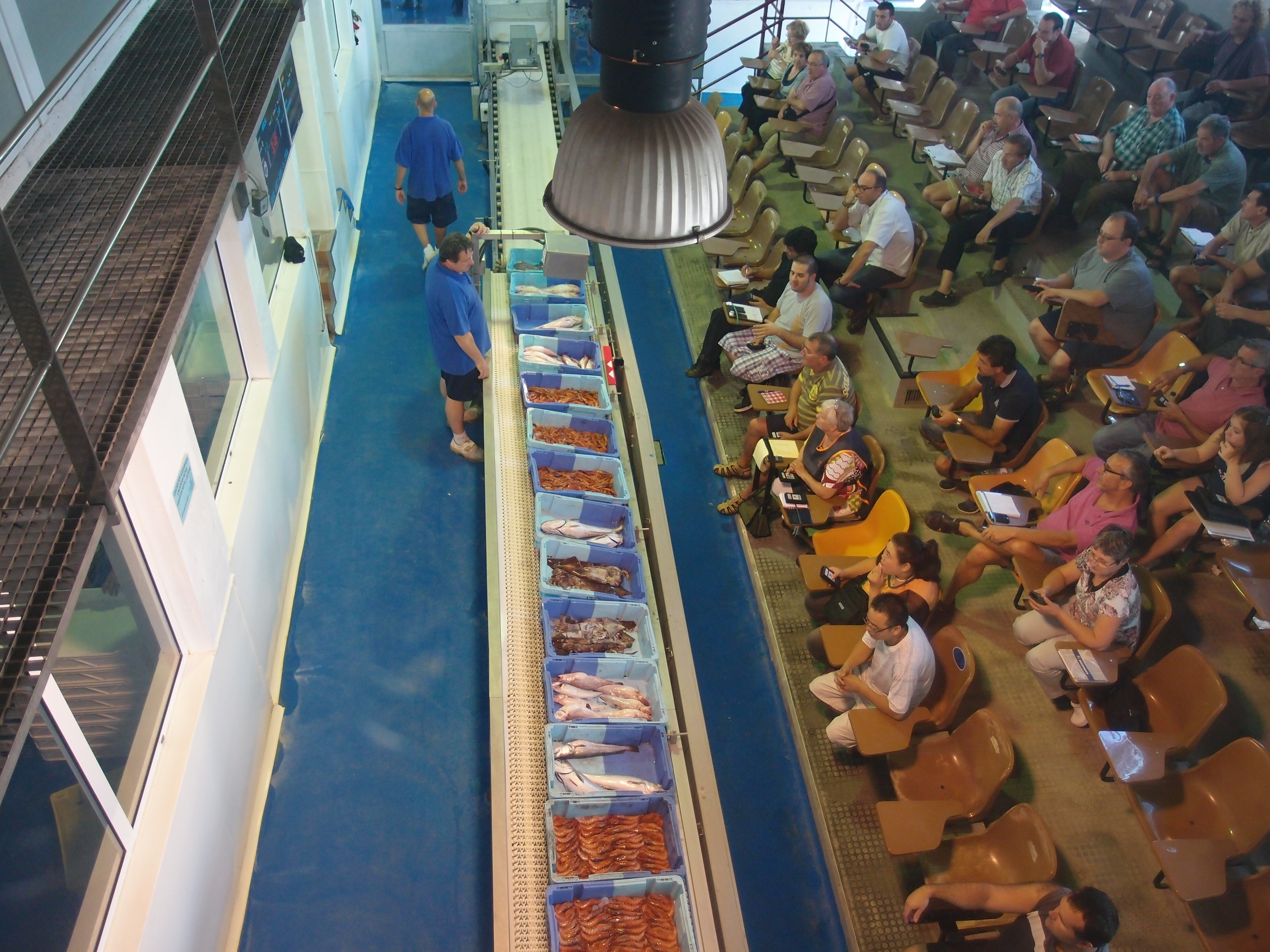
Tagesauktion im Hafen

## Marina
Im Sommer 2004 wurde mit dem nördlich unmittelbar in den Fischereihafen einbezogenen PORTROSES der modernste Sporthafen der Costa Brava eingeweiht; er bietet Liegeplätze für 485 Boote, wovon 374 fest vergeben sind. Die Hafeneinfahrt ist etwa siebzig Meter breit, neun Meter tief und Yachten bis 45 Meter Länge können in der Marina von Roses festmachen; die Mindesttiefe im Sporthafen beträgt 3,5 Meter.

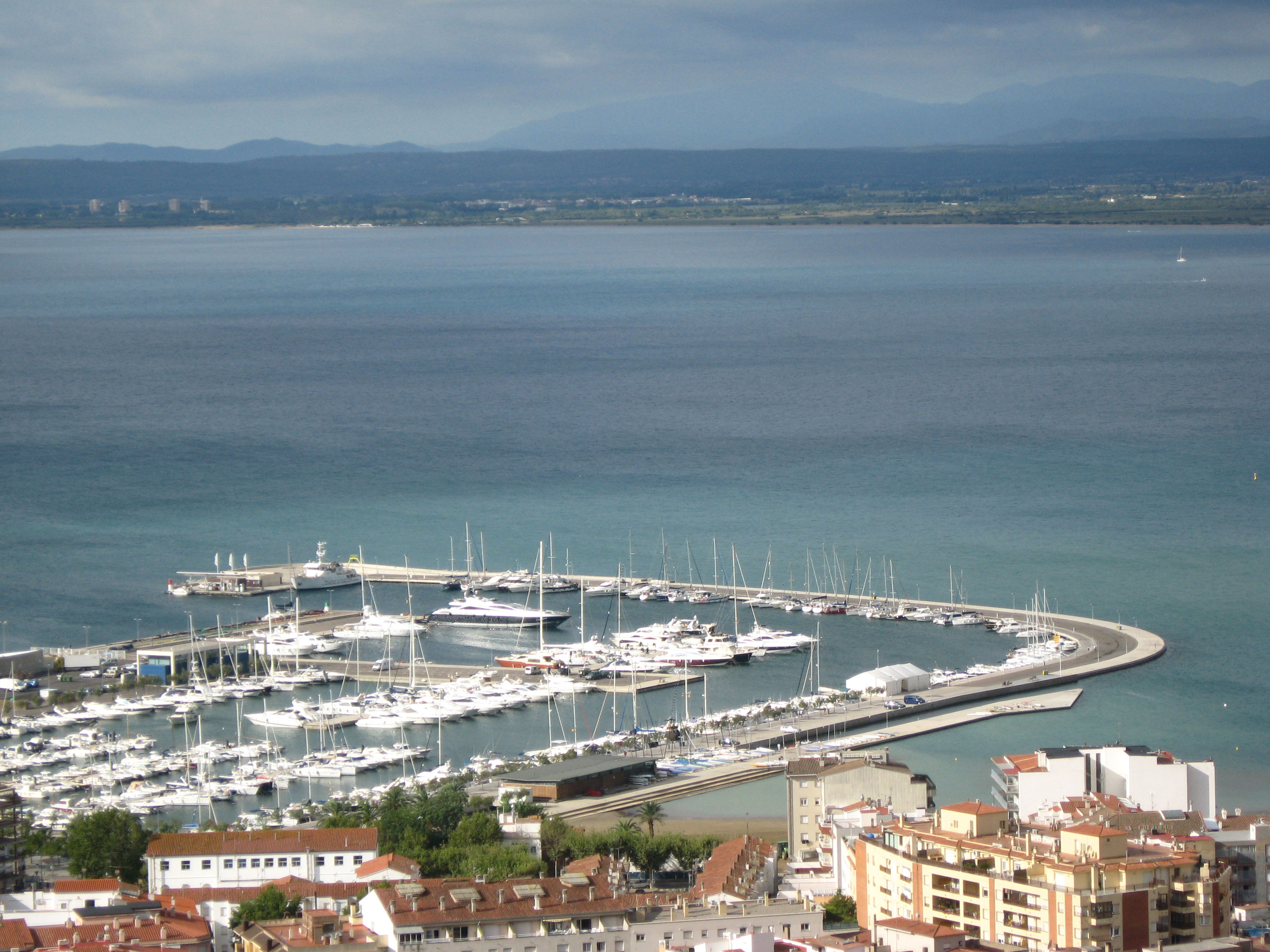
Sporthafen
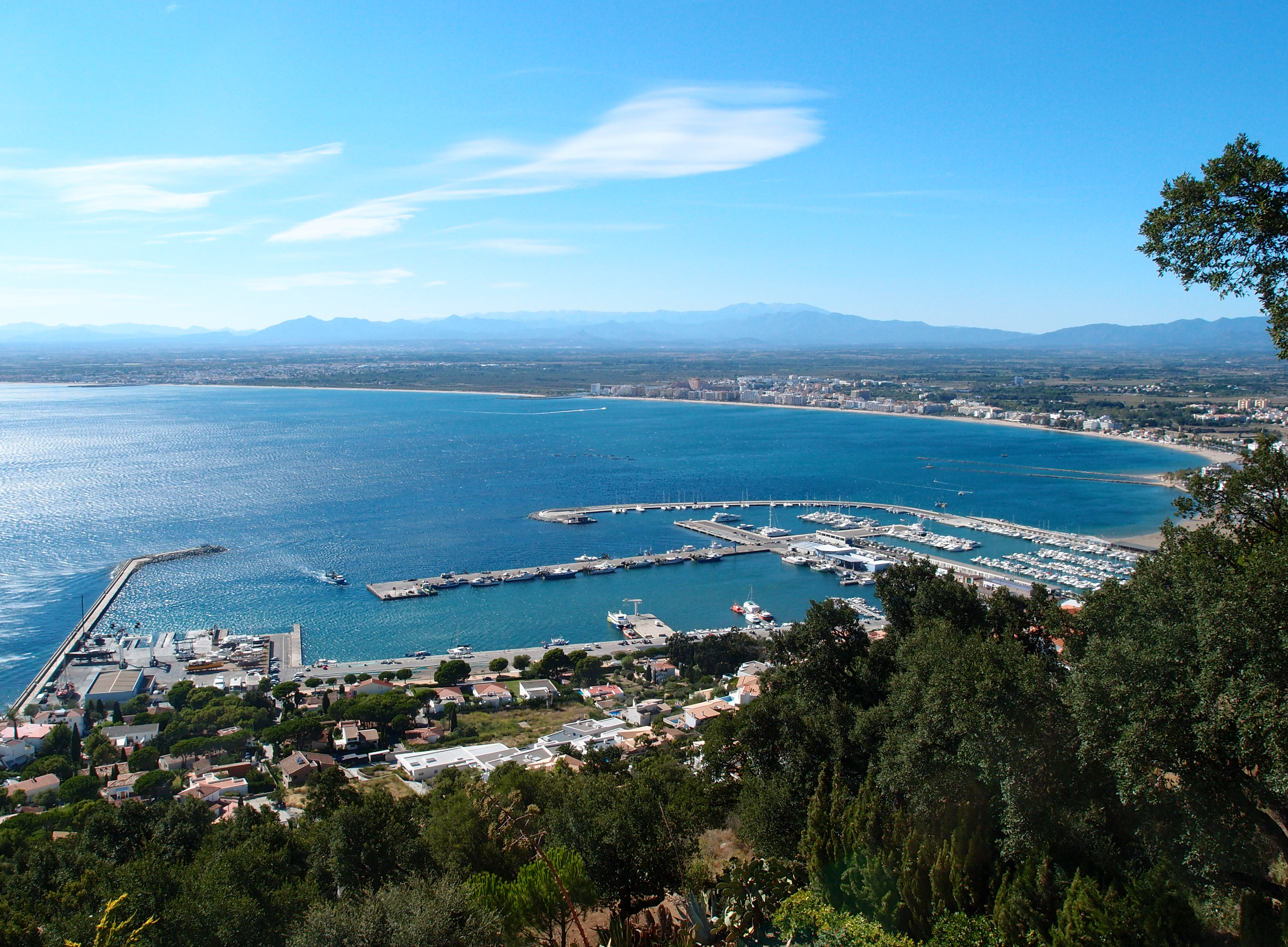
Gesamtansicht des Sport- und Fischereihafens
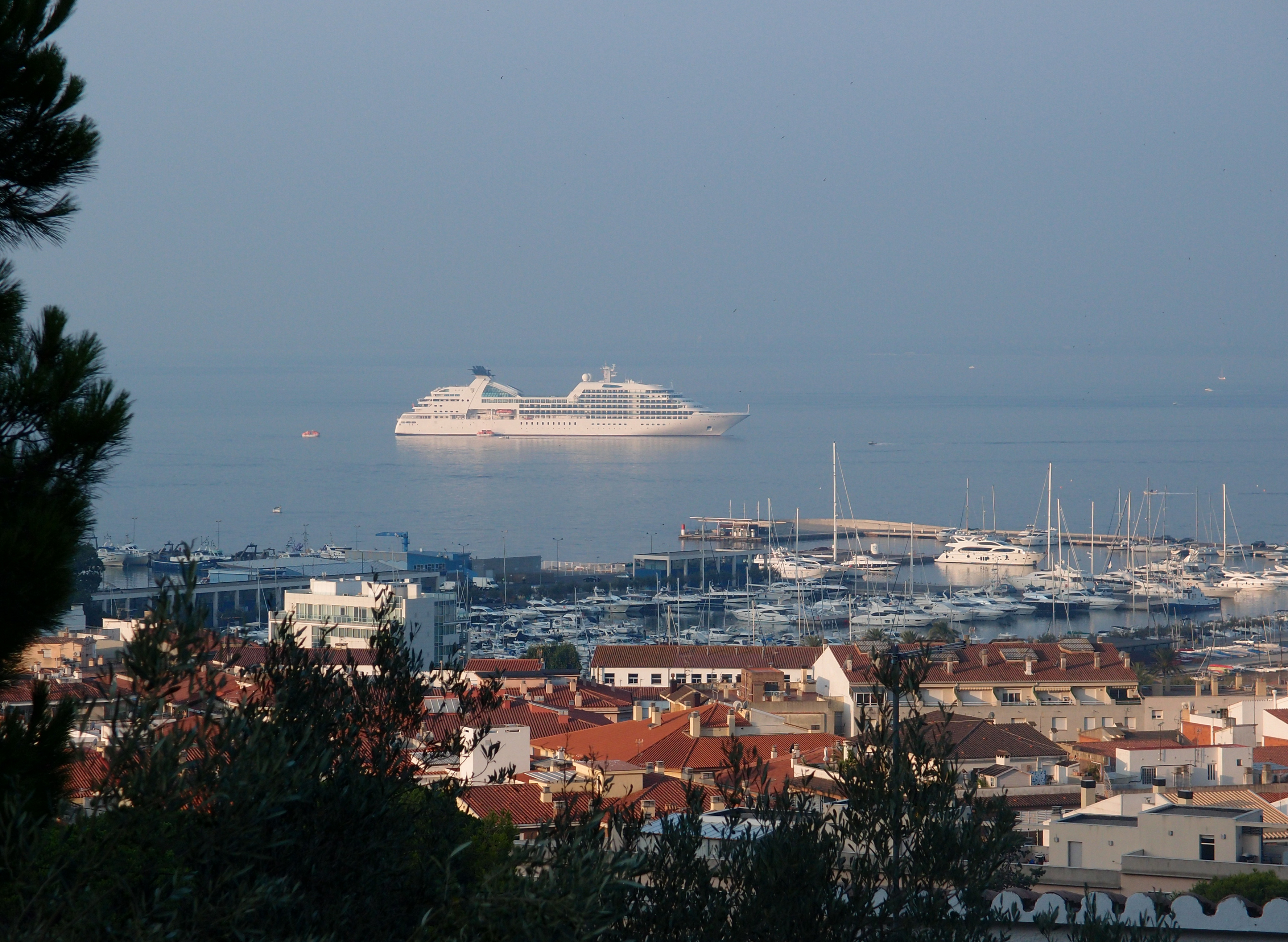
Kreuzfahrtschiff Seabourn Quest vor dem Hafen
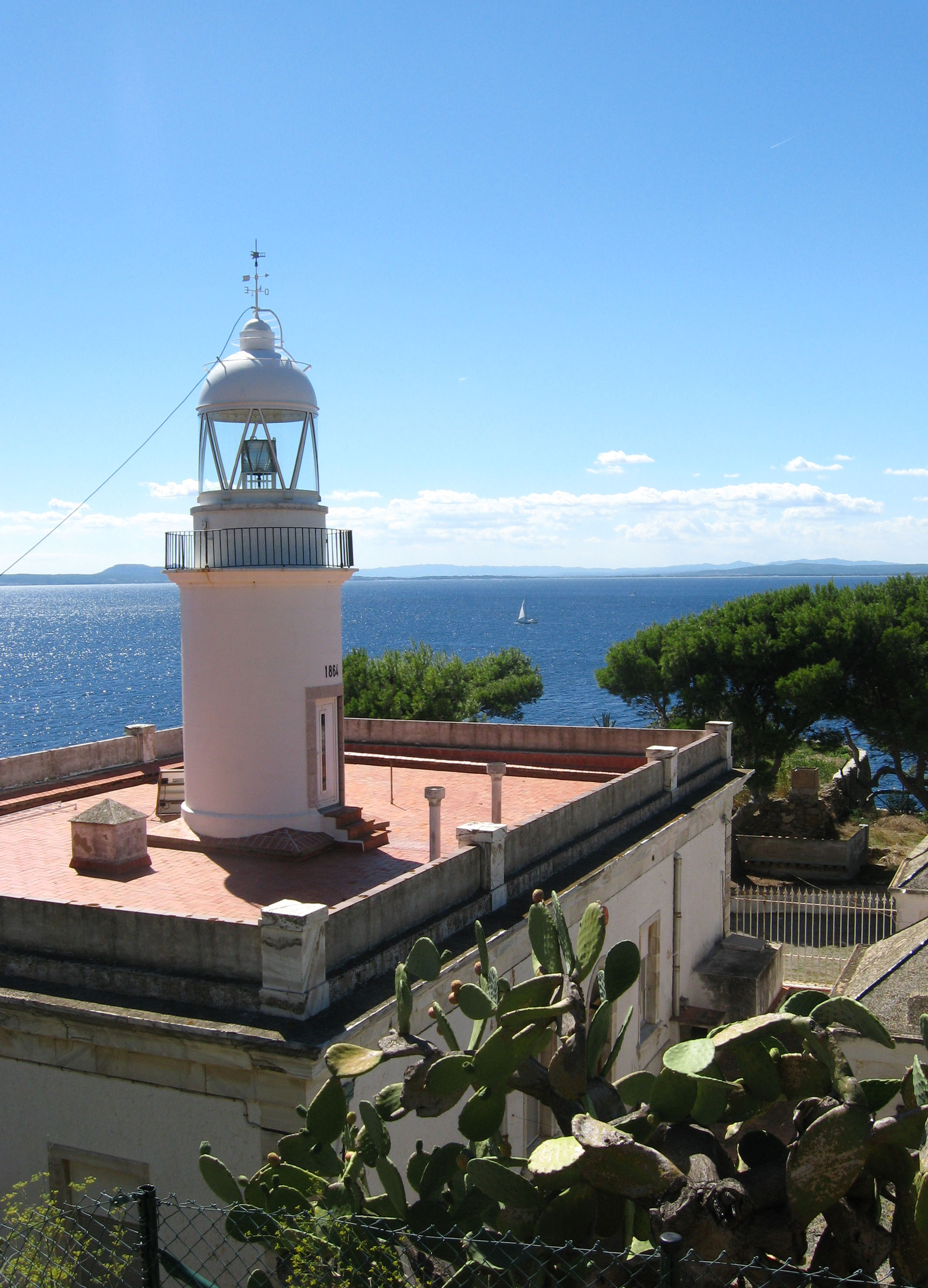
Leuchtturm von Roses